# Beautot
Beautot is een gemeente in het Franse departement Seine-Maritime (regio Normandië) en telt 121 inwoners (2009). De plaats maakt deel uit van het arrondissement Rouen.

## Geografie
De oppervlakte van Beautot bedraagt 3,5 km², de bevolkingsdichtheid is dus 34,6 inwoners per km².
De onderstaande kaart toont de ligging van Beautot met de belangrijkste infrastructuur en aangrenzende gemeenten.

## Demografie
Onderstaande figuur toont het verloop van het inwonertal (bron: INSEE-tellingen).

1. ↑  Populations de référence 2022.